# ناتاشا اورباینسکا
ناتاشا اورباینسکا (لهستانی: Natasza Urbańska) بازیگر و خواننده اهل لهستان است. 
او دختر زوفیا اورباینسکا و سرهنگ دوم بولسواوا اوربانسکی (1950-2012) است و یک خواهر بزرگتر به نام ماگدالنا دارد. او در کودکی در کلاس‌های ژیمناستیک هنری باشگاه لژیا ورشو با مربی‌گری ایرینا لورتکیپانیدزه شرکت می‌کرد.

از فیلم‌هایی که وی در آن نقش داشته است، می‌توان به موج جرم و جنایت، نبرد ورشو ۱۹۲۰ و ۳۶۵ روز اشاره کرد.